# 白宇
白宇（1990年4月8日—），生於陕西省榆林市吴堡县，中國大陸男演員，毕业于中央戏剧学院2009级表演系。2014年，憑《屌絲日記》於影視圈正式出道。从2015年開始，因陸續演出《長大》的謝南翔、《微微一笑很傾城》的曹光为人熟悉。此外，在《少帥》中飾演的馮庸、《建軍大業》中飾演的蔡晴川，均表現亮眼，深獲好評。2016年，主演《美人为馅》，以韓沉一角獲得不錯的回響。2018年，主演的《忽而今夏》豆瓣高分收獲好口碑，並獲得第32屆飛天獎優秀電視劇提名；同年，主演《镇魂》，因趙雲瀾一角人氣提升。2020年，主演現象級口碑劇《沉默的真相》，憑江陽一角贏得肯定。

## 早年經歷
白宇出生于陝西榆林吴堡县，父親白森祥是农村出身，白手起家的企业家，曾任中盐集团榆林分公司党委书记。白宇童年家住窯洞，小學曾在榆林和西安就讀，高中在西安就讀。
白宇高中時期曾經是學校擊劍隊隊員，原欲以體育特長生身份升學，但其學習成績中等，因而決定聽從母親建議走藝考之路。在高二到高三階段去學播音主持，學了一個多月后，老師覺得他適合學表演，在了解此專業後，他便奔赴北京參加考前培訓，因為中央戲劇學院滿牆的爬山虎，所以決定只報考此學校。雖以倒數第二名的成績考取中戲，但在大二的某次表演作業上疑似開竅，獲得老師讚許後，便激發出了對表演的濃厚興趣，並於大三時獲取獎學金。
在中戲學習的四年间，白宇多次以“老生”的形象活躍在大學的話劇舞台上，如：《老頑固》、《意外突襲》的大叔角色，以及《桑树坪纪事》的李金斗、《大荒野》裡的老梁头、改編自電影《过年》裡的老父親角色等，畢業時，三部话剧大戏，白宇演了两个男主角。
畢業後加入壹心娛樂的契機，則是壹心娱乐创始人之一的陈洁曾带着电影《狼图腾》的剧组去中戏挑演员，但因適逢周末，多数學生不在学校，當時作為班长的白宇一一地给同学們打电话，請他们回来试戲，因此陈洁在2014年要成立公司時想起这个班长，並與他簽約。

## 演藝經歷

### 2013年至2015年：出道和機遇
2013年，剛從中戲畢業、喜歡Vespa的白宇，因為車友的推薦而去參加網路劇《屌絲日記》的演員選拔，初期試鏡的角色是高富帥男二，被林妍導演看中最終出演男主角屌絲設計師尤東東，正式進入影視圈。之後又參演了同樣是林妍導演的作品—《長大》、《你好喬安》。
2014年1月15日，《屌絲日記》樂視全網首播。
2月，首次拍攝上星劇《長大》。
10月，備受關注的年代戲《少帥》的副導演王瀚儷偶然在《少年班》的面試會上見到遠處的白宇，覺得他可塑性強，試鏡之後發現他很符合馮庸這角色對年齡跨度的要求，是以白宇獲得了這個演出機會。谈及白宇和李雪健的重头戏，王瀚儷副導演表示：“真情實感地說完了台詞，含着泪努力地隐忍着，不让冯庸垮掉。白宇你不是最帅的，却是最适合的冯庸。”而白宇之可塑性也得到副導演肯定：“一番造型下来，粘上胡子像70，卸了胡子像80，动起来才回归了90，完全符合我们希望年龄有跨度的需求。”對白宇而言，這段出演《少帥》和前輩搭戲的經歷，也讓他定下想成為如李雪健一般的演員之目標。
2015年1月29日，改編自zhuzhu6p同名網路小說的《長大》在東方衛視、天津衛視播出，該劇以醫院為背景，講述一群實習醫生在他們的外科實習過程中，從幼稚邁向成熟的成長故事；白宇在劇中飾演單純善良又熱血仗義的實習醫生謝南翔。
4月18日，出演演藝題材偶像劇《雲巔之上》，飾演深情隱忍又溫柔斯文的編劇牧歌。
8月22日到11月24日，拍攝以顧漫同名小說改編的網遊題材校園偶像劇《微微一笑很傾城》，飾演憤世嫉俗的外文系才子曹光，該角色的人物設定並不討喜，但播出後令人印象深刻。
9月，參演由張曉晗小說《女王喬安》改編的都市情感劇《你好喬安》，飾演女主角喬安的前男友、富二代陳驍。

### 2016年至2017年：初露頭角
2016年1月1日到2月26日，拍攝《微微一笑很傾城》電影版，飾演女主角貝微微遊戲裡的前夫真水無香，這是他首部電影作品。
4月，費時15天，拍攝朋友的網路電影《騙愛天團》，飾演玩世不恭、性感迷人的酒吧老闆楊修賢。
4月20日，由於之前出演正製片的《雲巔之上》牧歌一角，被于正看中邀請他演出《美人為餡》的男二，合作方愛奇藝製片人戴瑩見了白宇本人後，覺得他更符合韓沉，于正也表示因被其演技所折服，而決定起用他飾演男主角；此外，白宇亦參與演唱主題曲《沉眠》。該劇從定角到4月22日開機，再到7月28日殺青，過程中備受書粉質疑；及至10月24日播出，白宇成功的用實力說服觀眾，改編自丁墨同名小說的《美人為餡》於12月27日在愛奇藝圓滿收官，三季總點擊率截至12月28日超過23億，白宇亦憑此劇與楊蓉共同獲得2017愛奇藝尖叫之夜年度最受關注螢幕CP獎。
8月1日建軍節，建國三部曲中的最終部《建軍大業》開機，試鏡獲得了蔡晴川一角的白宇，在片中有時間不長卻相當重要的戲──死守三河壩戰役，其很好地演出了軍人的英勇與無畏。劉偉強導演也對他的表演表達了肯定：「白宇演的蔡晴川是死守三河壩的一位軍官，他的文戲也演得很好，跟陳毅告別時激情中帶著傷感。有個鏡頭是一個爆破把他爆出來，滾到山頭再回去按引爆器，當時我們大概有200個爆破點，這是我全片最難拍的一個鏡頭，能順利完成他很不錯！」
8月12日，《微微一笑很傾城》院線首映。
8月22日，《霍去病傳奇》開機，白宇飾演單于之子伯力，這是他第一部古裝劇。
12月12日，獲得2016新浪風格大賞年度潛力藝人獎。
2017年1月1日，客串演出于正編劇製作的古裝神話劇《夢回朝歌》，飾演許教授。
4月15日到7月12日，主演以priest 同名小說改編的網路劇《鎮魂》，飾演痞帥不羈又心有丘壑的特別調查處處長趙雲瀾，並演唱推廣曲《時間飛行》。
7月26日，改編自明前雨后同名小說的《忽而今夏》在青島開機，由白宇飾演章遠，並演唱章遠人物曲《洛杉磯的十點半》 ，該劇歷時90天拍攝，講述章遠和何洛跨越十年的青春時光，歷經千山萬水不忘初心的異地戀故事。
7月27日，《建軍大業》院線首映。
8月12日，《霍去病傳奇》伯力的戲份殺青。
11月，臨時救場、友情主演的網路電影《緝妖法海傳》殺青，飾演緝妖司首領裴文德，胡國翰導演接受專訪時，透露白宇基本零片酬，即使當時健康狀況不好，仍推遲手術敬業演出，並且電影是收錄同期聲。

### 2018年至2020年：走紅與挑戰
2018年4月19日，《忽而今夏》騰訊首播，因為寫實的劇情風格備受好評，5月31日以17億播放完美收官，並獲豆瓣年度評分TOP3及多項獎項肯定，堪稱口碑之作，白宇的演技和態度，亦獲得吕赢導演、李尔云製片人及原著作者明前雨后的一致稱讚。
5月20日，民國懸疑探案劇《紳探》開機，白宇饰演巡捕房探案顧問—神探罗非。
6月13日，主演的網路劇《鎮魂》開播，並於7月25日在優酷以27億播放完結，該劇爆紅的同時，也為白宇增加關注度和討論度。
7月28日，所主演的古装玄幻類網路电影《缉妖法海传》上映，上線4天即以479萬票房位列愛奇藝月度票房榜第四。
8月2日，入选2018年福布斯中国30位30岁以下精英榜（娱乐行業领域第2位）。
9月8日，获得2018智族GQ MOTY年度人物盛典年度潜力艺人奖。
9月10日，與鄧超合作，拍攝電影《银河补习班》，飾演馬飛成年時期，在此片拍攝期間，為保持角色的一致性，白宇於自己戲份開拍前即進組觀摩小演員的習慣動作、表演方式，並據此以搓手作為馬飛得意時的標誌；据邓超所说，白宇亦主动要求在正式开拍前一个月於零重力模擬环境下训练以适应电影的拍摄。
12月18日，憑《忽而今夏》获得2018腾讯視頻星光盛典年度口碑电视剧演员奖。
12月24日，入選2018最美表演，與導演文牧野合作拍攝了一分鐘短片《二十個未接來電》。
2019年1月3日，電影《银河补习班》宣布杀青。
2月4日，参加2019年中央廣播電視總台春节联欢晚会，与刘烨共同演唱歌曲《时代号子》。
3月15日到6月14日，主演由路寒同名小說改編的網路劇《蓬萊間》，飾演神秘的靈物醫生白起。
4月8日，發布首支生日紀念單曲《北極耳語》。
4月13日，舉辦首場生日會。
4月18日，民国美学推理剧《绅探》在騰訊播出，白宇在劇中擁有大量展現口條、重視邏輯和語速，以及須兼顧神情和肢體動作等表演情況的台詞演出。
7月18日，《銀河補習班》院線上映，首周票房達3.54億人民幣，成為暑期檔最受熱議的一部電影。導演鄧超、俞白眉均表示：「團隊裡有白宇是一種幸運，成年馬飛這角色要有非常好的聲音表現力去完成旁白；作為航天員角色亦要有好身手、定力和耐心去面對高強度的威亞戲；要有感受力和想像力去完成無實物的太空CG表演；同時人物塑造上是從十七、八歲演到三十五、六歲，需要很大的年齡跨度。除了他想不到別人演。」
8月20日，入選2019年福布斯中國名人榜第36位。
8月23日到10月5日，與廖凡合作，拍攝以紫金陳小說《長夜難明》改編的網路劇《沉默的真相》，飾演檢察官江陽，為詮釋出江陽從年少輕狂、初出茅廬的赤忱，到遭人誣陷入獄的沉默和抑鬱，白宇讓自己沉浸在角色所處的孤獨狀態，不怎麼睡覺也不社交，並封鎖內心；他坦言該角色的塑造有很強的挑戰，但也讓他的心境有所成長。
11月14日，與楊冪搭檔主演改編自笙离網路小說《ICU48小時》的《謝謝你醫生》，飾演外科主治醫生白朮，這是白宇繼《長大》之後，第二次出演醫療劇。
12月28日，以《銀河補習班》获得2019腾讯視頻星光大賞年度突破电影演员奖。
2020年1月6日，《蓬萊間》騰訊首播，白宇在劇中挑戰雙重人格，並有自己和自己對戲的場面，相當於一人分飾兩角。
4月7日，受新冠肺炎疫情影響，自1月起便暫停拍攝的《謝謝你醫生》，因取景地在定點醫院，故直至4月仍無法復工，因而劇組解散，決定待疫情控制後再復拍。
5月28日，發布三十歲紀念單曲《告一段落》，由白宇全程參與製作，該曲亦拿下酷我音樂「星耀人氣榜」连续7天TOP1、连续三周TOP1、总榜TOP2的大满贯成绩。
5月30日，中國首部賀歲檔輕喜劇《假日暖洋洋》於三亞開機，由白宇飾演年下慢生活暖男侯昊，與姚晨飾演的許可依，發展出一段姐弟戀的故事。
8月27日，入選2020年福布斯中國名人榜第68位。
9月2日，友情出演正午陽光出品的扶貧重點劇《山海情》，飾演宣傳幹事丁世俊。
9月9日，主演由正午阳光出品，原著作者未夕担任编剧，张开宙执导，侯鸿亮制片，以同名小說改編的《乔家的儿女》，飾演喬家大哥喬一成。
9月16日，《沉默的真相》定檔愛奇藝首播，白宇坦承為演好劇中的江陽，曾去了解肺癌患者們的身體狀態、檢察官之工作情況，甚至親身體驗了窒息感；此外，白宇亦為此劇演唱江陽人物推廣曲《長夜》。該劇從開播時的8.8分，及至愛奇藝VIP大結局時，成功創下豆瓣9.2的年度最高分，截至9月26日評分人數業已超過16萬人，實現「高開炸走」、熱度與口碑兼具的好成績，白宇以跨年齡演技所演繹的江陽一生，亦獲得包括原著作者紫金陳在內的熱烈好評。
9月23日，白宇主演的《忽而今夏》獲得第32屆飛天獎優秀電視劇提名。
12月5日，憑《沉默的真相》獲得2021愛奇藝尖叫之夜年度口碑演員獎，並於隔年的1月10日獲得2020騰訊娛樂白皮書盛典年度電視劇品質演員獎。

### 2021年至2022年：穩定發展
2021年1月25日，《假日暖洋洋》在愛奇藝、北京衛視首播，白宇亦參與演唱插曲新年推廣曲《Bling Bling Bling》。
4月21日，與陳坤合作，由路阳執導，以馬伯庸同名小說改編的《風起隴西》在象山開機，白宇飾演荀詡。
8月17日，《喬家的兒女》於浙江衛視、江蘇衛視、騰訊視頻首播，剧中鲜活立体的人物、细腻动人的情感和真实感满满的置景收獲一众好评；白宇也坦言喬一成因為性格、年代背景、家庭環境，以及發生的種種事務，整體所構成的複雜性，是個很有挑戰性的角色，為呈現喬一成30年連續性而非片段性的成長，他採取了潤物細無聲的表演方式。
9月，因疫情停拍的《謝謝你醫生》在間隔582天後正式復拍。
10月7日，憑《沉默的真相》江陽一角，獲得第26屆釜山國際電影節─第3屆亞洲內容大獎最佳男演員獎提名。
10月15日，確定與馬伊琍共同主演笛安同名系列小說《西决》、《東霓》、《南音》改編的《龍城》，此劇亦是白宇和林妍導演第四度合作的作品。
11月9日，《謝謝你醫生》正式殺青，並發布殺青特輯。
11月16日，獲得2021智族GQ MOTY年度人物盛典年度期待演員獎。
11月24日，《龍城》正式開機，白宇飾演鄭西决。
2022年1月1日，白宇憑藉於《喬家的兒女》中所飾演的喬一成，獲得2021國劇盛典─年度優秀演員獎。
3月28日，白宇在《龍城》的戲份殺青。
4月17日，與倪妮搭檔，拍攝由蘇照彬擔任編劇及總導演，改編自尾魚同名小說的《西出玉門》，白宇飾演昌東。
4月27日，《風起隴西》定檔愛奇藝、央視八套黃金檔首播，首集即是白宇所飾演的荀詡倒吊受水刑之戲份，其敬業表現獲得同劇演員聶遠肯定；而白宇則表示這段戲虽有鼻夹保护，没进太多水，但吊的时间长，还是会让人恍惚，所以出来的效果，一半是表演，一半也是真实状态。
6月28日，獲得第六屆金骨朵網絡影視盛典─年度品質男演員獎。

## 個人生活
白宇與刘萌萌2013年合作《屌丝日记》，2014年因戲生情，開始交往。

## 影视作品

### 电视剧
| 首播年份 | 剧名                 | 角色   | 备注             |
| 2014     | 屌丝日记             | 尤东东 |                  |
| 2015     | 長大                 | 谢南翔 |                  |
| 2015     | 少帅                 | 馮庸   |                  |
| 2016     | 你好乔安             | 陈骁   |                  |
| 2016     | 微微一笑很倾城       | 曹光   |                  |
| 2016     | 美人为馅 第1、2、3季 | 韩沉   | 網路劇           |
| 2017     | 云巅之上             | 牧歌   |                  |
| 2018     | 忽而今夏             | 章远   |                  |
| 2018     | 镇魂                 | 趙雲瀾 | 網路劇           |
| 2019     | 绅探                 | 羅非   | 網路劇           |
| 2020     | 蓬萊間               | 白起   | 網路劇           |
| 2020     | 沉默的真相           | 江陽   | 網路劇           |
| 2021     | 山海情               | 丁世俊 |                  |
| 2021     | 假日暖洋洋           | 侯昊   |                  |
| 2021     | 喬家的兒女           | 喬一成 |                  |
| 2022     | 風起隴西             | 荀詡   |                  |
| 2022     | 谢谢你医生           | 白朮   |                  |
| 2023     | 龍城                 | 鄭西决 |                  |
| 2023     | 西出玉門             | 昌東   | 網路劇           |
| 2024     | 前途无量             | 林强   |                  |
| 待播     | 奇迹                 | 洪福   | 單元《深夜排档》 |
| 待播     | 太平年               |        |                  |
| 待播     | 冬去春来             |        |                  |
| 未播     | 霍去病傳奇           | 伯力   |                  |

### 电影
| 首映年份 | 片名           | 角色     | 备注     |
| 2016     | 陆垚知马俐     | 马俐同桌 | 客串     |
| 2016     | 微微一笑很倾城 | 真水無香 |          |
| 2016     | 骗爱天团       | 杨修贤   | 網路電影 |
| 2017     | 建军大业       | 蔡晴川   |          |
| 2018     | 缉妖法海传     | 裴文德   | 網路電影 |
| 2019     | 银河补习班     | 成年馬飛 |          |
| 2021     | 1921           | 蔡和森   | 友情出演 |
| 2023     | 保你平安       | 冯锵锵   | 客串     |
| 2024     | 焚城           | 黎杰峰   |          |

### 短片/微電影
| 首映年份 | 作品           | 角色                   | 備註                                              |
| 2011     | 最佳團夥       | 林大宇                 | 2011年FIRST青年電影展優秀短片                     |
| 2013     | 等待綻放       | 舒展                   | 第十五屆國際桃花音樂節開幕式短片                  |
| 2016     | DingDong       | 吳凡                   | 叮咚叮咚智能音箱微電影                            |
| 2018     | 二十個未接來電 | 急救醫生               | 2018最美表演                                      |
| 2018     | 故宮回聲       | 陸遠                   | 國寶守護計畫系列漫畫宣傳片 漫畫同名真人紀實性短片 |
| 2019     | 讓我們重新認識 | 必勝客宇宙餐廳見習經理 | 必勝客宣傳微電影                                  |
| 2020     | 2021不怕       | 必勝客宇宙餐廳經理     | 必勝客宣傳微電影                                  |

### 固定綜藝
| 年份 | 日期     | 播出平台   | 節目                      | 備註                                             |
| 2019 | 3月17日  | 腾讯视频   | 我和我的經紀人            |                                                  |
| 2019 | 5月4日   | 浙江卫视   | 青春环游记 第1季          | 半常駐嘉賓─青春逐夢人 參與第1、5、6、7、11、12期 |
| 2020 | 10月12日 | 喜马拉雅FM | Night by U 白宇的夜班飛船 | 音頻節目，共12期                                 |
| 2021 | 1月26日  | 优酷       | 奇妙之城 第一季           | 西安篇                                           |
| 2022 | 5月27日  | 腾讯视频   | 開始推理吧 第一季         | 常駐成員                                         |
| 2024 | 5月2日   | 腾讯视频   | 開始推理吧 第二季         | 常駐成員                                         |
| 2025 | 5月1日   | 腾讯视频   | 開始推理吧 第三季         | 常駐成員                                         |

## 音乐作品

### 单曲
| 年份 | 日期     | 歌曲名称          | 內容                                                        | 合作對象                   | 收錄                       |
| 2016 | 8月5日   | 一笑傾城          | 電視劇《微微一笑很倾城》主題曲（演員版）                    | 张赫、张彬彬、崔航、郑业成 | 《微微一笑很傾城》OST      |
| 2016 | 10月24日 | 沉眠              | 網路劇《美人为馅》主题曲                                    | 杨蓉                       | 《美人為餡》電視原聲帶     |
| 2018 | 5月7日   | 洛杉磯的十點半    | 電視劇《忽而今夏》章遠人物曲                                |                            | 《忽而今夏》珍愛原聲大碟   |
| 2018 | 6月8日   | 時間飛行          | 網路劇《鎮魂》推廣曲                                        | 朱一龍                     | 《鎮魂》影視原聲大碟       |
| 2018 | 9月20日  | WAKE ME UP        | 妮維雅男士廣告單曲                                          |                            |                            |
| 2019 | 4月8日   | 北極耳語          | 生日紀念單曲 標語：极地之境，回归初心                       |                            |                            |
| 2019 | 9月2日   | 少年的榮光        | 中國建國70周年獻禮歌曲                                      | 魏晨、王子異               | 《声在中国》               |
| 2020 | 3月11日  | 平安回來          | 中國新冠肺炎防疫抗疫公益歌曲                                | 景甜、譚松韻               | 《愛不隔離》               |
| 2020 | 5月28日  | 告一段落          | 三十歲紀念單曲 標語：堅持義無反顧的執著，光陰終會證明很值得 |                            |                            |
| 2020 | 6月16日  | 南泥灣            | 经典革命老歌翻唱，展現浓郁陕北情                            |                            | 《我和我的家鄉》           |
| 2020 | 9月17日  | 長夜              | 網路劇《沉默的真相》江陽人物推廣曲                          |                            | 《沉默的真相》網劇原聲大碟 |
| 2021 | 1月30日  | Bling Bling Bling | 電視劇《假日暖洋洋》插曲新年推廣曲                          | 姚晨                       | 《假日暖洋洋》電視原聲帶   |
| 2021 | 5月18日  | 時光頌            | 陝西歷史博物館文物推廣曲                                    |                            | 《國寶傳音》               |
| 2023 | 4月20日  | 守心人            | 電視劇《龙城》推廣曲                                        |                            | 《龙城》電視原聲帶         |
| 2024 |          |                   |                                                             |                            |                            |

### MV
| 年份 | 日期    | 歌曲名稱   | 內容                 | 合作對象 | 收錄 |
| 2018 | 10月8日 | WAKE ME UP | 妮維雅男士廣告單曲MV |          |      |

## 榮譽獎項

### 典禮獎項
| 年份 | 日期     | 頒獎典禮                         | 獎項                         | 作品       | 結果 | 備註   |
| 2016 | 12月3日  | 2017愛奇藝尖叫之夜               | 年度最受關注螢幕CP           | 美人為餡   | 獲獎 | 影視類 |
| 2016 | 12月12日 | 2016新浪風格大賞                 | 年度潛力藝人                 |            | 獲獎 | 時尚類 |
| 2018 | 9月8日   | 2018智族GQ MOTY年度人物盛典      | 年度潛力藝人                 |            | 獲獎 | 時尚類 |
| 2018 | 10月13日 | 第二届中国银川網路电影节“金杞奖” | 网路剧单元最佳男演员         | 忽而今夏   | 提名 | 影視類 |
| 2018 | 12月18日 | 2018騰訊視頻星光盛典             | 年度口碑電視劇演員           | 忽而今夏   | 獲獎 | 影視類 |
| 2019 | 1月16日  | Q China 2018年度音樂盛典         | 年度最佳影視歌曲             | 時間飛行   | 獲獎 | 音樂類 |
| 2019 | 12月26日 | 第4屆中国臻善獎                  | 2019中国臻善之星             |            | 獲獎 | 公益類 |
| 2019 | 12月28日 | 2019騰訊視頻星光大賞             | 年度突破電影演員             | 銀河補習班 | 獲獎 | 影視類 |
| 2020 | 1月7日   | 2019騰訊娛樂白皮書盛典           | 腾讯新闻星推榜年度电影男演员 | 銀河補習班 | 獲獎 | 影視類 |
| 2020 | 11月29日 | 第七屆中國電視好演員             | 網劇組優秀好演員             |            | 獲獎 | 影視類 |
| 2020 | 11月29日 | 第七屆中國電視好演員             | 網劇組年度好演員             |            | 提名 | 影視類 |
| 2020 | 12月2日  | 一起拍电影·第五屆權利榜行業大會  | 2020年度最佳男演员           | 沉默的真相 | 獲獎 | 影視類 |
| 2020 | 12月5日  | 2021愛奇藝尖叫之夜               | 年度口碑演员                 | 沉默的真相 | 獲獎 | 影視類 |
| 2021 | 1月10日  | 2020騰訊娛樂白皮書盛典           | 年度電視劇品質演員           | 沉默的真相 | 獲獎 | 影視類 |
| 2021 | 1月18日  | 第二届人民日报融屏传播盛典       | 融屏活力演员                 | 沉默的真相 | 獲獎 | 影視類 |
| 2021 | 2月28日  | 2020微博之夜                     | 微博年度突破演員             | 沉默的真相 | 獲獎 | 影視類 |
| 2021 | 3月31日  | 時尚芭莎年度派對BAZAAR ICONS     | 年度风格ICON                 |            | 獲獎 | 時尚類 |
| 2021 | 10月7日  | 釜山国际电影节─第3屆亚洲内容大奖 | 最佳男演員                   | 沉默的真相 | 提名 | 影視類 |
| 2021 | 11月16日 | 2021智族GQ MOTY年度人物盛典      | 年度期待演員                 |            | 獲獎 | 時尚類 |
| 2021 | 12月17日 | 2021中国年度新锐榜               | 年度藝人                     |            | 獲獎 | 影視類 |
| 2021 | 12月27日 | 第32屆華鼎獎                     | 全國觀眾最喜愛十佳演員       | 喬家的兒女 | 提名 | 影視類 |
| 2021 | 12月27日 | 第32屆華鼎獎                     | 中國當代題材電視劇最佳男演員 | 沉默的真相 | 提名 | 影視類 |
| 2022 | 1月1日   | 2021國劇盛典                     | 年度優秀演員                 | 喬家的兒女 | 獲獎 | 影視類 |
| 2022 | 6月28日  | 第六屆金骨朵網絡影視盛典         | 年度品質男演員               |            | 獲獎 | 影視類 |
| 2023 | 1月23日  | 中國電視劇年度盛典               | 年度突破男演員               | 風起隴西   | 獲獎 | 影視類 |

### 榮譽
| 年份 | 日期     | 獲獎項目                                                               |
| 2018 | 8月2日   | 2018年福布斯中国30 Under 30「30位30歲以下精英榜」（娛樂行業領域第2位） |
| 2018 | 11月21日 | 中國文娛指數盛典2018年度新銳藝人熱力榜第4位                            |
| 2019 | 3月16日  | 2018年LikeTCCAsia亞太區最帥100張面孔第48位                             |
| 2019 | 4月19日  | 中國公告牌音樂單曲榜本周新上榜推薦第58位（作品：北極耳語）             |
| 2019 | 8月20日  | 2019年福布斯中国名人榜第36位                                           |
| 2019 | 11月9日  | 2019年TCCAsia亞太區最帥100張面孔第63位                                 |
| 2020 | 1月22日  | 2019中国银幕风云榜年度演员特别表彰 （作品：銀河補習班 ）               |
| 2020 | 6月12日  | 2020年第6期中國交通廣播全球流行音樂金榜第6位（作品：告一段落）         |
| 2020 | 6月15日  | 酷我音樂星耀人氣榜蟬聯3周周榜冠軍（作品：告一段落）                    |
| 2020 | 8月27日  | 2020年福布斯中国名人榜第68位                                           |
| 2020 | 9月21日  | 亞洲新歌榜內地榜周榜季軍（作品：長夜）                                 |
| 2020 | 12月28日 | 凤凰网Feng向标2020年度榜单剧集类年度男演员（作品：沉默的真相）         |

## 外部連結
- 白宇的新浪微博
- 白宇工作室的新浪微博
- 白宇的Instagram帳戶
- 白宇在豆瓣上的资料（简体中文）